# Tableta efervescent

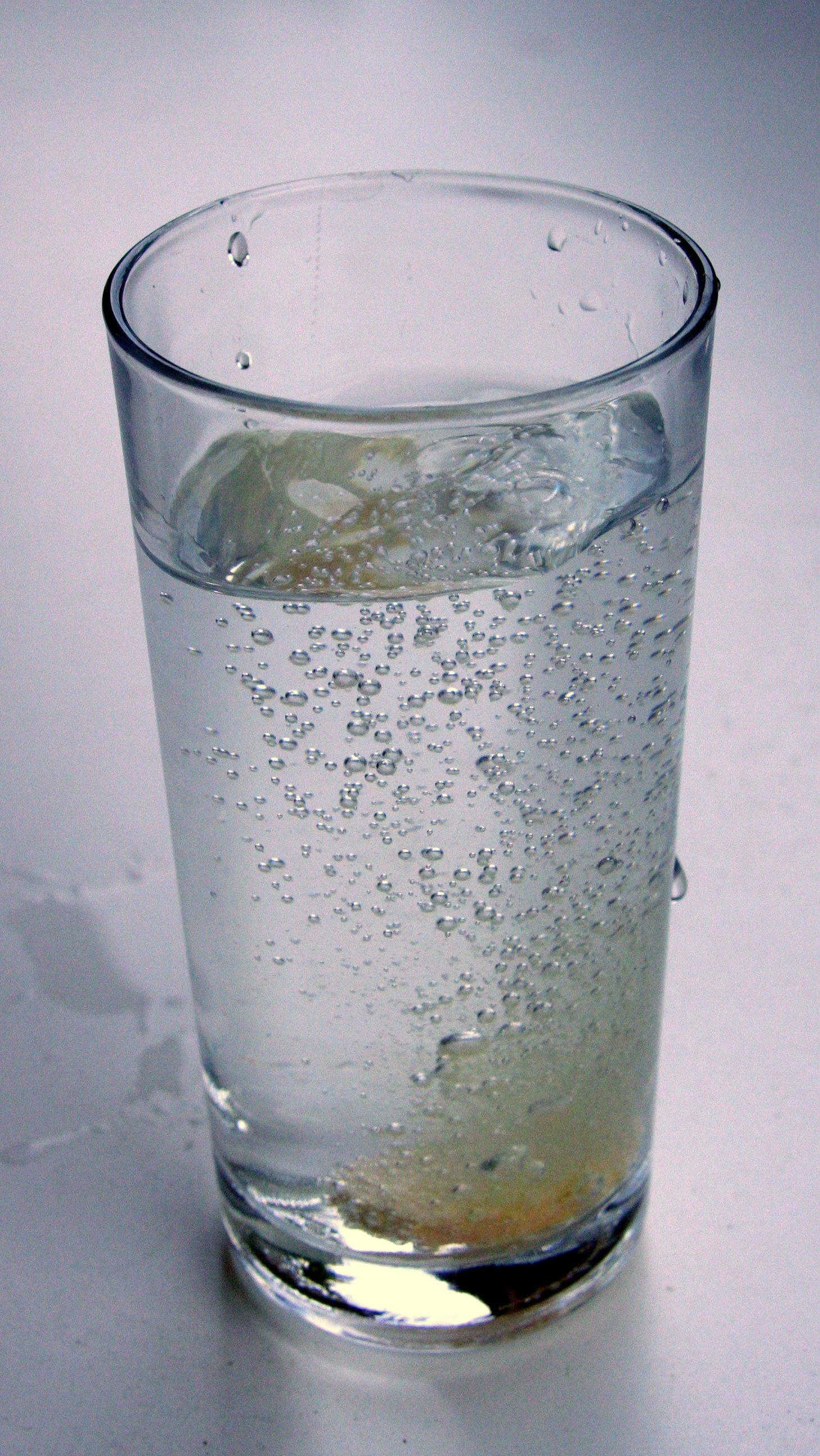
Una tableta efervescent en un got d'aigua

Les tabletes efervescents són uns comprimits de mida gran, per això se'ls diu tabletes i no pastilles, que estan dissenyats per dissoldre's en aigua i alliberar diòxid de carboni. El diòxid de carboni es genera per la reacció d'un compost que conté bicarbonat, com el bicarbonat de sodi o el bicarbonat de magnesi, amb un àcid com l'àcid cítric o l'àcid tartàric.Els dos components de la reacció estan presents dins la tableta en forma de pólvores comprimides i comencen a reaccionar tan bon punt es dissolen en aigua.

## Bombolleig
Fins als anys 60, era habitual i necessari remenar una tableta en un got d'aigua fins que quedés completament dissolta. Amb la introducció de la tableta efervescent això es va fer innecessari.
El bombolleig es produeix perquè d'una sal d'àcid carbònic es separa el diòxid de carboni (CO2) en reaccionar amb un àcid en presència d'aigua. Això accelera molt el procés de dissolució de la tableta. La reacció química és bàsicament la mateixa que amb pólvores efervescents o el llevat en les fermentacions. Es poden utilitzar carbonats de sodi (carbonat de sodi i bicarbonat de sodi ) o bé carbonats de potassi com a components subministradors de diòxid de carboni, el component alliberador és un àcid sòlid com ara l'àcid cítric, l'àcid tartàric o l'àcid màlic.
Si la tableta conté carbonat hidrogenat de sodi (NaHCO3) i àcid cítric (C6H8O7), en submergir-la en aigua, tenint en compte que enmig es genera àcid carbònic, es produeix la reacció:
{\displaystyle \mathrm {3\ NaHCO_{3(aq)}+C_{6}H_{8}O_{7(aq)}\to \ Na_{3}C_{6}H_{5}O_{7(aq)}+3\ H_{2}O_{(l)}+3\ CO_{2(g)}} }

## Història
Les begudes medicinals efervescents es remunten a finals del 1800 i van sorgir originalment per emmascarar el gust de les aigües amargues preses com a curatius, durant la mania de l'hidroteràpia d'aquella època.
Als segles XVII i XVIII, els científics van començar a descobrir la composició química i els beneficis fisiològics de diverses sals com la sal de Glauber i les sals d'Epsom. Aquestes sals es trobaven en deus minerals, que des de l'Imperi Romà    s'havien utilitzat com a balnearis, on la gent anava a banyar-se i també a beure aigües riques en minerals per la seva salut. Aquests desenvolupaments van provocar intents de replicar les mescles de sal que es troben en aquestes aigües minerals naturals utilitzant ingredients comercials. La barreja d'aquest tipus de sals, especialment carbonats i tartrats, amb aromatitzants com la llimona en un compost efervescent amb àcid cítric o tartàric va resultar especialment popular i va provocar una mania per les noves "sals de fruites". Les tabletes efervescents s'han utilitzat com a productes de la indústria farmacèutica i dietètica durant més de dos segles.

## Ús

### En medicina oral
Les vitamines es poden vendre com a tabletes efervescents.
Hi ha diverses categories d'ingredients actius que es poden administrar millor en forma de preparats efervescents:
- Aquells que són difícils de digerir o que perjudiquen l'estómac o l'esòfag[10]
- Els que són sensibles al pH, com els aminoàcids i els antibiòtics.
- Aquells que requereixen una gran dosi.
- Els que són sensibles a la llum, l'oxigen o la humitat.
- S'utilitza com a agent gastrointestinal.

Els preparats efervescents poden millorar l'absorció i accelerar l'inici de l'acció augmentant el pH gàstric, per tant accelerant el buidatge de la medicació a l'intestí prim. Les bombolles de diòxid de carboni també poden ajudar a l'absorció intestinal obrint el transport paracel·lular. S'han informat diferències de biodisponibilitat extremes de fins a 4 vegades comparant comprimits efervescents amb comprimits normals, posant de manifest la necessitat d'estudis de bioequivalència addicionals quan es canvien les formes de dosificació.
És perillós empassar-se directament una tableta efervescent, ja que la tableta pot quedar-se enganxada a la subglotis i esclatar-hi. Es pot produir un edema potencialment mortal per la irritació. A part d'aixó , les tabletes efervescents convencionals contenen una quantitat significativa de sodi i s'associen amb un augment de les probabilitats d'esdeveniments cardiovasculars adversos segons un estudi de 2013. Existeixen formulacions baixes o sense sodi.

### Altres
Les "tabletes de neteja" són formulacions que porten detergents per a la neteja. Es poden utilitzar a la bugaderia, en la neteja de màquines o contenidors específics, en la neteja de pròtesis dentals i lents de contacte,etc...
Algunes tabletes que s'utilitzen per tenyir ous de Pasqua són efervescents.
També existeixen tabletes efervescents per fer begudes carbonatades o aigua de soda.

## Pólvores efervescents
Les tabletes efervescents s'elaboren per compressió d'ingredients en forma de pólvores en una massa densa, que s'envasa en blíster, o amb un envàs tancat hermèticament amb dessecant incorporat a la tapa. Per utilitzar-los, es deixa caure a l'aigua per fer una solució. Els ingredients en pólvores també s'envasen i es venen com a pólvores efervescents o es poden granular i vendre com a grànuls efervescents. En general, els ingredients en pólvores es granulen primer abans de convertir-se en tabletes.

## Tubs
Les tabletes efervescents es venen generalment en tubs fets a mida per a aquestes tabletes. Poden contenir un recobriment antibacterià i són resistents a l'aigua. La tapa conté una petita espiral semblant a una molla, que ajuda a mantenir les tabletes al seu lloc durant el transport i evita que es trenquin. La tapa també conté petites boles fetes de gel de sílice,. que estan dipositades darrera una tapeta de cartró i s'asseguren que no entri humitat en contacte amb les tabletes.